# Chorisoserrata jendeki
Chorisoserrata jendeki är en kackerlacksart som beskrevs av Vidlicka 2002. Chorisoserrata jendeki ingår i släktet Chorisoserrata och familjen småkackerlackor.
Artens utbredningsområde är Laos. Inga underarter finns listade i Catalogue of Life.